# Atletica leggera ai Giochi della XXI Olimpiade - Getto del peso maschile

Video della Finale (Udo Beyer)

Video della Finale (Evgenij Mironov)

Il getto del peso ha fatto parte del programma maschile di atletica leggera ai Giochi della XXI Olimpiade. La competizione si è svolta nei giorni 23 e 24 luglio 1976 allo Stadio Olimpico (Montréal).

## Presenze ed assenze dei campioni in carica
| Competizione      | Atleta             | Prestazione | Montréal 1976 |
| ----------------- | ------------------ | ----------- | ------------- |
| Monaco 1972       | Władysław Komar    | 21,18 m     | Assente       |
| Commonwealth 1974 | Geoff Capes        | 20,74 m     | Presente      |
| Europei 1974      | Hartmut Briesenick | 20,50 m     | Ritirato 1975 |
| Asiatici 1974     | Jalal Keshmiri     | 18,04 m     | [ E 2 ]       |

1. ↑  Sotto la bandiera della Gran Bretagna.
2. ↑  L'Iran non ha portato una propria squadra di atletica leggera ai Giochi.

Il vincitore dei Trials USA è Al Feuerbach con 21,12 m. Il capolista stagionale è il sovietico Aleksandr Baryšnikov, che con 22,00 m è anche il nuovo primatista mondiale.

## Risultati

### Turno eliminatorio
Qualificazione19,40 m
Undici atleti ottengono la misura richiesta. Ad essi va aggiunto il miglior lancio degli esclusi, pari a 19,35 m.

La miglior prestazione appartiene ad Aleksandr Baryšnikov (URSS), con 21,32 m ().

### Finale
Poco prima dei Giochi il sovietico Baryšnikov ha portato il record mondiale per la prima volta alla storica quota di 22 metri. Utilizza una nuova tecnica, detta "rotazione".

Baryšnikov è il maggiore candidato per la vittoria finale. Ma la sua innovazione non gli porta fortuna: in gara si ferma ad un metro esatto dal suo primato mondiale (e a 32 cm dal suo primato olimpico) e viene superato, sia pur di poco, dal ventenne tedesco orientale Udo Beyer e dal connazionale Evgenij Vasil'evič Mironov. Giunge quarto con 20,55 il vincitore dei Trials Allan Feuerbach.
Al pari di George Horine nel salto in alto ai Giochi del 1912, Aleksandr Baryšnikov sarà ricordato come un inventore "non vincente".
| Pos     | Atleta                   | Paese            | 1ª prova | 2ª prova | 3ª prova | 4ª prova | 5ª prova | 6ª prova | Misura  | Note |
| ------- | ------------------------ | ---------------- | -------- | -------- | -------- | -------- | -------- | -------- | ------- | ---- |
| Oro     | Udo Beyer                | Germania Est     | 20,38 m  | 20,50 m  | 20,49 m  | x        | 21,05 m  | 20,45 m  | 21,05 m |      |
| Argento | Evgenij Mironov          | Unione Sovietica | 19,67 m  | 20,38 m  | 20,14 m  | 20,17 m  | 21,03 m  | 20,66 m  | 21,03 m |      |
| Bronzo  | Aleksandr Baryšnikov     | Unione Sovietica | 20,53 m  | 20,27 m  | 21,00 m  | 20,96 m  | 20,58 m  | x        | 21,00 m |      |
| 4       | Al Feuerbach             | Stati Uniti      | 19,74 m  | 20,55 m  | 20,07 m  | 20,21 m  | 20,10 m  | 20,32 m  | 20,55 m |      |
| 5       | Hans-Peter Gies          | Germania Est     | 19,98 m  | 20,19 m  | 20,47 m  | 20,45 m  | 20,11 m  | 20,13 m  | 20,47 m |      |
| 6       | Geoff Capes              | Regno Unito      | 20,15 m  | 20,21 m  | 20,36 m  | 20,32 m  | 20,31 m  | x        | 20,36 m |      |
| 7       | George Woods             | Stati Uniti      | 20,13 m  | 19,97 m  | 20,20 m  | 20,26 m  | x        | 19,87    | 20,26 m |      |
| 8       | Hans Höglund             | Svezia           | 20,17 m  | 20,10 m  | 19,85 m  | 19,61 m  | x        | x        | 20,17 m |      |
| 9       | Peter Shmock             | Stati Uniti      | 19,77 m  | 19,89 m  | 19,26 m  |          |          |          | 19,89 m |      |
| 10      | Heinz-Joachim Rothenburg | Germania Est     | 19,26 m  | 19,79 m  | x        |          |          |          | 19,79 m |      |
| 11      | Jaroslav Brabec          | Cecoslovacchia   | 19,53 m  | 19,62 m  | x        |          |          |          | 19,62 m |      |
| 12      | Reijo Ståhlberg          | Finlandia        | 18,78 m  | 18,99 m  | 18,82 m  |          |          |          | 18,99 m |      |